# Giovanni Guidi (calciatore)
Giovanni Guidi (Legnano, 15 maggio 1915 – ...) è stato un calciatore italiano, di ruolo attaccante.

## Palmarès

### Club

#### Competizioni nazionali
- Serie C: 1

Pro Patria: 1940-1941